# رایگرسبورگ
رایگرسبورگ (به آلمانی: Riegersburg) یک منطقهٔ مسکونی در اتریش است که در زودوست‌اشتایرمارک واقع شده‌است. رایگرسبورگ ۳۲٫۱۲ کیلومتر مربع مساحت دارد ۳۷۷ متر بالاتر از سطح دریا واقع شده‌است.